# Ялтушківська сільська рада
Ялтушківська сільська́ ра́да — адміністративно-територіальна одиниця та орган місцевого самоврядування в Барському районі Вінницької області. Адміністративний центр — село Ялтушків.

## Загальні відомості
- Територія ради: 8,703 км²
- Населення ради: 3 198 осіб (станом на 2001 рік)

## Населені пункти
Сільській раді підпорядковані населені пункти:
- с. Ялтушків
- с. Біличин
- с. Слобода-Ялтушківська

## Склад ради
Рада складається з 20 депутатів та голови.
- Голова ради: Хватков Сергій Дмитрович
- Секретар ради: Дзісь Олександр Анатолійович

### Керівний склад попередніх скликань
| Прізвище, ім'я, по батькові | Основні відомості                                                               | Дата обрання | Дата звільнення |
| --------------------------- | ------------------------------------------------------------------------------- | ------------ | --------------- |
| Хватков Сергій Дмитрович    | Сільський голова, 1962 року народження, освіта середня спеціальна, позапартійна | 26.03.2006   | 31.10.2010      |
| Хватков Сергій Дмитрович    | Сільський голова, 1962 року народження, освіта середня спеціальна, безпартійний | 31.10.2010   |                 |

Примітка: таблиця складена за даними сайту Верховної Ради України

### Депутати
За результатами місцевих виборів 2010 року депутатами ради стали:

#### За суб'єктами висування
| Суб'єкт висування                                       | Кількість обраних депутатів | %  |
| ------------------------------------------------------- | --------------------------- | -- |
| Партія регіонів                                         | 13                          | 65 |
| Самовисування                                           | 3                           | 15 |
| Політична партія Всеукраїнське об'єднання «Батьківщина» | 2                           | 10 |
| Комуністична партія України                             | 1                           | 5  |
| Політична партія «Фронт Змін»                           | 1                           | 5  |

#### За округами
| № округу                                                | Прізвище, ім'я, по батькові      | Дата визнання обраним | Освіта             | Партійна приналежність                        | Відомості про обраного депутата                                        |
| ------------------------------------------------------- | -------------------------------- | --------------------- | ------------------ | --------------------------------------------- | ---------------------------------------------------------------------- |
| Комуністична партія України                             |                                  |                       |                    |                                               |                                                                        |
| 15                                                      | Федик Микола Іванович            | 01.11.2010            | середня спеціальна | член Комуністичної партії України             | пенсіонер                                                              |
| Партія регіонів                                         |                                  |                       |                    |                                               |                                                                        |
| 3                                                       | Ковальчук Наталія Іванівна       | 01.11.2010            | середня            | член Партії регіонів                          | бібліотека, бібліотекар                                                |
| 4                                                       | Черничко Василь Володимирович    | 01.11.2010            | вища               | член Партії регіонів                          | ДП «Райкоопзагот-промторг», директор                                   |
| 6                                                       | Гарматюк Юрій Миколайович        | 01.11.2010            | середня спеціальна | член Партії регіонів                          | Ялтушківська загальноосвітня школа I-III ст., водій                    |
| 7                                                       | Іськов Володимир Федорович       | 01.11.2010            | вища               | член Партії регіонів                          | Ялтушківська амбулаторія загальної практики — сімейної медицини, лікар |
| 8                                                       | Пересунько Володимир Іванович    | 01.11.2010            | вища               | член Партії регіонів                          | Ялтушківська сільська рада, землевпорядник                             |
| 9                                                       | Довгий Микола Васильович         | 01.11.2010            | вища               | член Партії регіонів                          | Ялтушківська загальноосвітня школа I-III ст., директор                 |
| 10                                                      | Ковальчук Ніна Іванівна          | 01.11.2010            | середня спеціальна | член Партії регіонів                          | філія ощадбанку, касир                                                 |
| 11                                                      | Луканьова Еліса Тимофіївна       | 01.11.2010            | середня            | член Партії регіонів                          | Ялтушківська сільська бібліотека, бібліотекар                          |
| 13                                                      | Пастушенко Олександр Борисович   | 01.11.2010            | середня            | член Партії регіонів                          | Вінницька ОУТБ, продавець                                              |
| 14                                                      | Шелест Наталія Василівна         | 01.11.2010            | вища               | член Партії регіонів                          | Ялтушківський загальної практики — сімейної медицини, завідувачка      |
| 16                                                      | Воронюк Іван Миколайович         | 01.11.2010            | середня            | член Партії регіонів                          | ТОВ «Краєвид Поділля», електрик                                        |
| 17                                                      | Дзісь Олександр Анатолійович     | 01.11.2010            | вища               | член Партії регіонів                          | Ялтушківська сільська рада, секретар                                   |
| 20                                                      | Депутат Леонід Михайлович        | 01.11.2010            | вища               | член Партії регіонів                          | Ялтушківське лісництво, майстер                                        |
| Політична партія Всеукраїнське об'єднання «Батьківщина» |                                  |                       |                    |                                               |                                                                        |
| 5                                                       | Вовк Вадим Валерійович           | 01.11.2010            | середня спеціальна | член Всеукраїнського об'єднання «Батьківщина» | тимчасово не працює                                                    |
| 12                                                      | Жебултовська Валентина Андріївна | 01.11.2010            | середня спеціальна | член Всеукраїнського об'єднання «Батьківщина» | Барська ЦРЛ, медична сестра                                            |
| Політична партія «Фронт Змін»                           |                                  |                       |                    |                                               |                                                                        |
| 1                                                       | Немировський Олег Петрович       | 01.11.2010            | вища               | член Політичної партії «Фронт Змін»           | аптека № 104, фармацевт                                                |
| Самовисування                                           |                                  |                       |                    |                                               |                                                                        |
| 2                                                       | Солодкий Станіслав Вікторович    | 01.11.2010            | середня спеціальна | позапартійний                                 | Ялтушківське лісництво, майстер лісу                                   |
| 18                                                      | Депутат Василь Михайлович        | 01.11.2010            | вища               | позапартійний                                 | приватний підприємець                                                  |
| 19                                                      | Шемчук Віктор Миколайович        | 01.11.2010            | середня спеціальна | позапартійний                                 | тимчасово не працює                                                    |